# おうし座
おうし座（おうしざ、牡牛座、Taurus）は、現代の88星座の1つで黄道十二星座の1つ。2世紀頃にクラウディオス・プトレマイオスことトレミーが選んだ「トレミーの48星座」の1つ。α星は、全天21の1等星の1つで、アルデバランと呼ばれる。プレヤデス星団（プレアデス星団）やヒアデス星団、かに星雲など、よく知られた天体がある。

## 主な天体
α星アルデバランは全天21の1等星の1つ。ぎょしゃ座との境界近くにある2等星のβ星は、かつて「ぎょしゃ座γ星」とされたこともある。おうし座とぎょしゃ座の境界付近には、活発な星形成領域「おうし座分子雲」が位置しており、ハッブル宇宙望遠鏡や世界中の電波望遠鏡で盛んに観測が行われている。

### 恒星

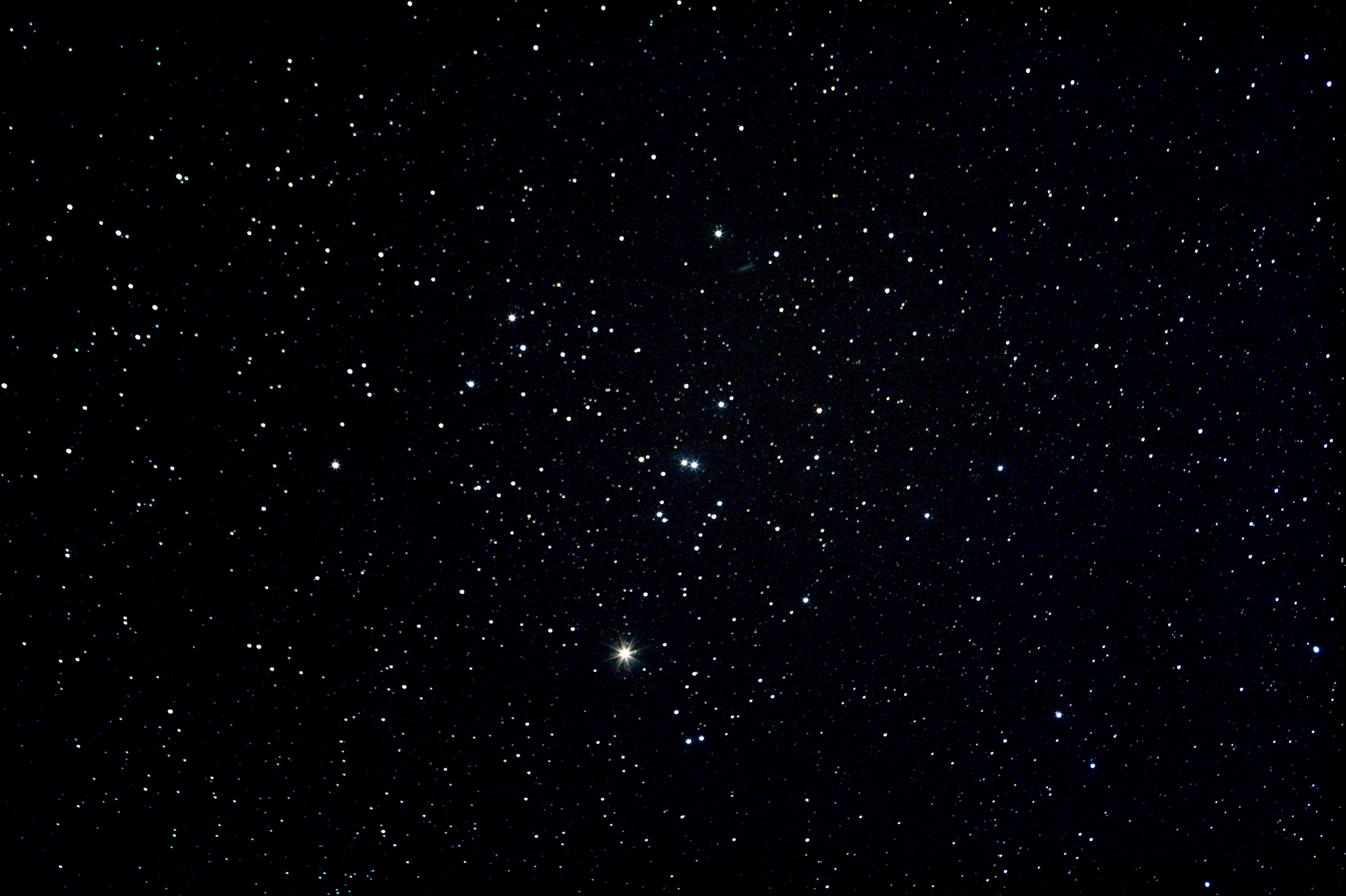
ヒアデス星団とアルデバラン。

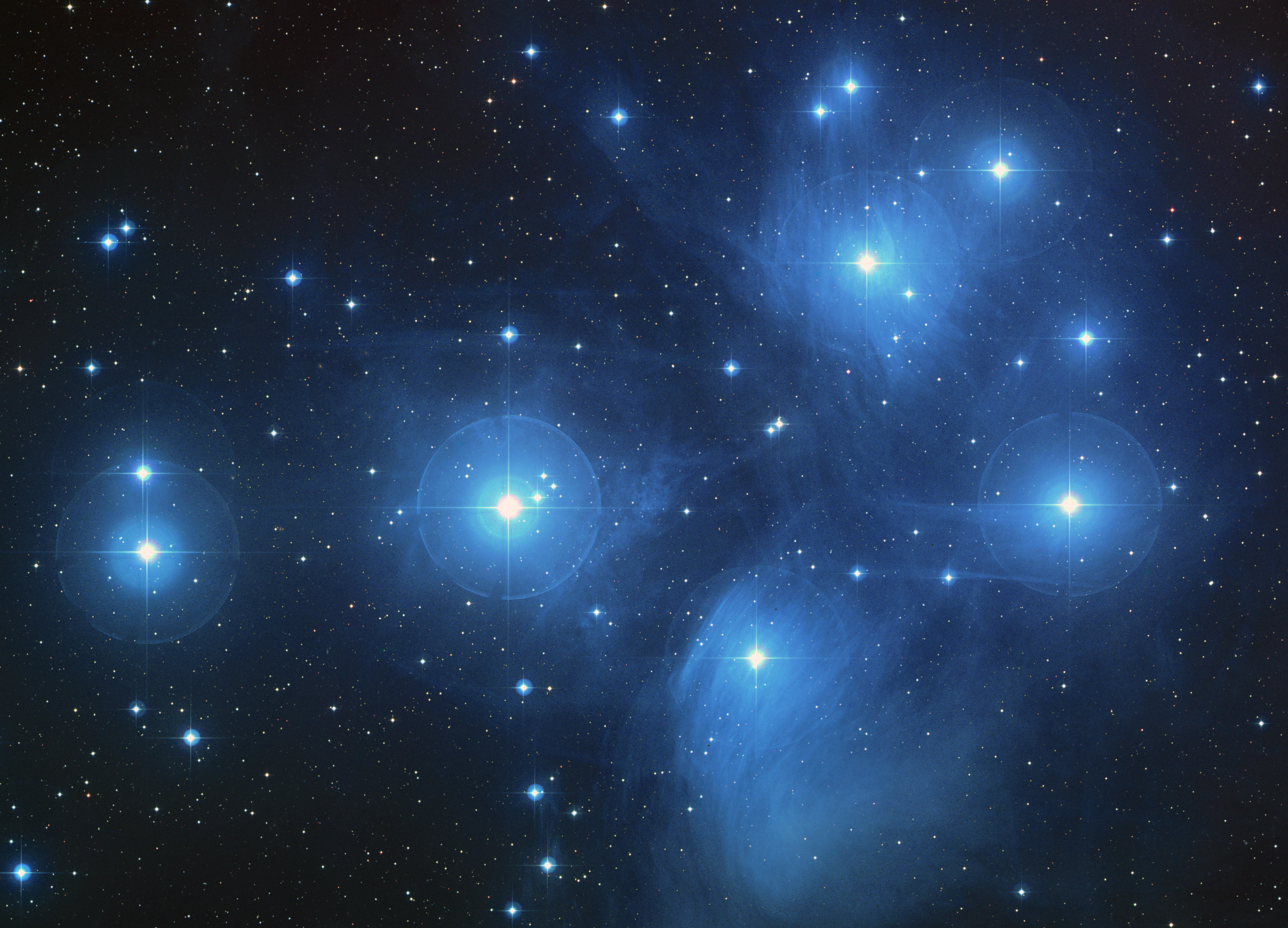
2004年にパロマー天文台の掃天観測で撮像されたプレヤデス星団。

2022年4月現在、国際天文学連合 (IAU) によって17個の恒星に固有名が認証されている。
- α星：見かけの明るさ0.86等とおうし座で最も明るい橙色巨星で、全天21の1等星の1つ[6]。固有名の「アルデバラン[7](Aldebaran[5])」は、アラビア語で「後に続く者」を意味する言葉に由来するとされ、早くも10世紀末にはこの呼称が西洋に伝わっていたとされる[8]。
- β星：見かけの明るさ1.65等の2等星[4]。ぎょしゃ座との境界近く、北側の角の先端に位置する、おうし座で2番目に明るい2等星[4]。Aa星には「エルナト[7](Elnath[5])」という固有名が付けられている。
- γ星：見かけの明るさ3.65等の4等星[9]。ヒアデス星団に属する。A星には「プリマ・ヒヤドゥム[7](Prima Hyadum[5])」という固有名が付けられている。
- δ1星：見かけの明るさ3.76等の4等星[10]。ヒアデス星団に属する。Aa星には「セクンダ・ヒヤドゥム[7](Secunda Hyadum[5])」という固有名が付けられている。
- ε星：見かけの明るさ3.53等の4等星[11]。ヒアデス星団に属する。アルデバランとともにおうし座の目に当たる位置にある。Aa1星には「アイン[7](Ain[5])」という固有名が付けられている。2007年には、Aa1星に太陽系外惑星が発見され[12]、2015年に「アマテル (Amateru)」と名付けられた[13]。
- ζ星：見かけの明るさ3.03等の3等星[14]。南側の角の先端に位置する。A星には「ティエングァン[7]（天關、Tianguan[5]）」という固有名を持つ。
- η星：見かけの明るさ2.87等の3等星[15]。プレヤデス星団で最も明るく、おうし座全体でも3番目に明るく見える。A星の固有名「アルキオネ[7](Alcyone[5])」は、プレイアデス姉妹の一人アルキュオネーにちなむ[8]。
- θ2星：見かけの明るさ3.410等のたて座δ型変光星で3等星[16]。ヒアデス星団に属する。固有名の「チャムクイ[7](Chamukuy[5])」は、ユカテコ語で「小鳥」を意味する言葉に由来する[17]。
- 16番星：見かけの明るさ5.46等の5等星[18]。プレヤデス星団に属する。固有名の「ケライノー[7](Celaeno[5])」は、プレイアデス姉妹の一人ケライノーにちなむ[8]。
- 17番星：見かけの明るさ3.70等の4等星[19]。プレヤデス星団に属する。固有名の「エレクトラ[7](Electra[5])」は、プレイアデス姉妹の一人エーレクトラーにちなむ[8]。
- 19番星：見かけの明るさ4.30等の4等星[20]。プレヤデス星団に属する。Aa星の固有名「タイゲタ[7](Taygeta[5])」は、プレイアデス姉妹の一人ターユゲテーにちなむ[8]。
- 20番星：見かけの明るさ3.87等の4等星[21]。プレヤデス星団に属する。固有名の「マイア[7](Maia[5])」は、プレイアデス姉妹の一人マイアにちなむ[8]。
- 21番星：見かけの明るさ5.76等の6等星[22]。プレヤデス星団に属する。A星の固有名「アステローペ[7](Asterope[5])」は、プレイアデス姉妹の一人ステロペーにちなむ[8]。
- 23番星：見かけの明るさ4.18等の4等星[23]。プレヤデス星団に属する。Aa星の固有名「メローペ[7](Merope[5])」は、プレイアデス姉妹の一人メロペーにちなむ[8]。
- 27番星：見かけの明るさ3.63等の4等星[24]。プレヤデス星団に属する。Aa1星の固有名「アトラス[7](Atlas[5])」は、プレイアデス姉妹の父アトラースにちなむ[8]。
- 28番星：見かけの明るさ5.09等の5等星[25]。プレヤデス星団に属する。Aa星の固有名「プレイオネ[7](Pleione[5])」は、プレイアデス姉妹の母プレーイオネーにちなむ[8]。
- HD 28678：8等星[26]。国際天文学連合の100周年記念行事「IAU100 NameExoworlds」でアルジェリア民主人民共和国に命名権が与えられ、主星はHoggar、太陽系外惑星はTassiliと命名された[27]。

そのほか、以下の星が知られる。

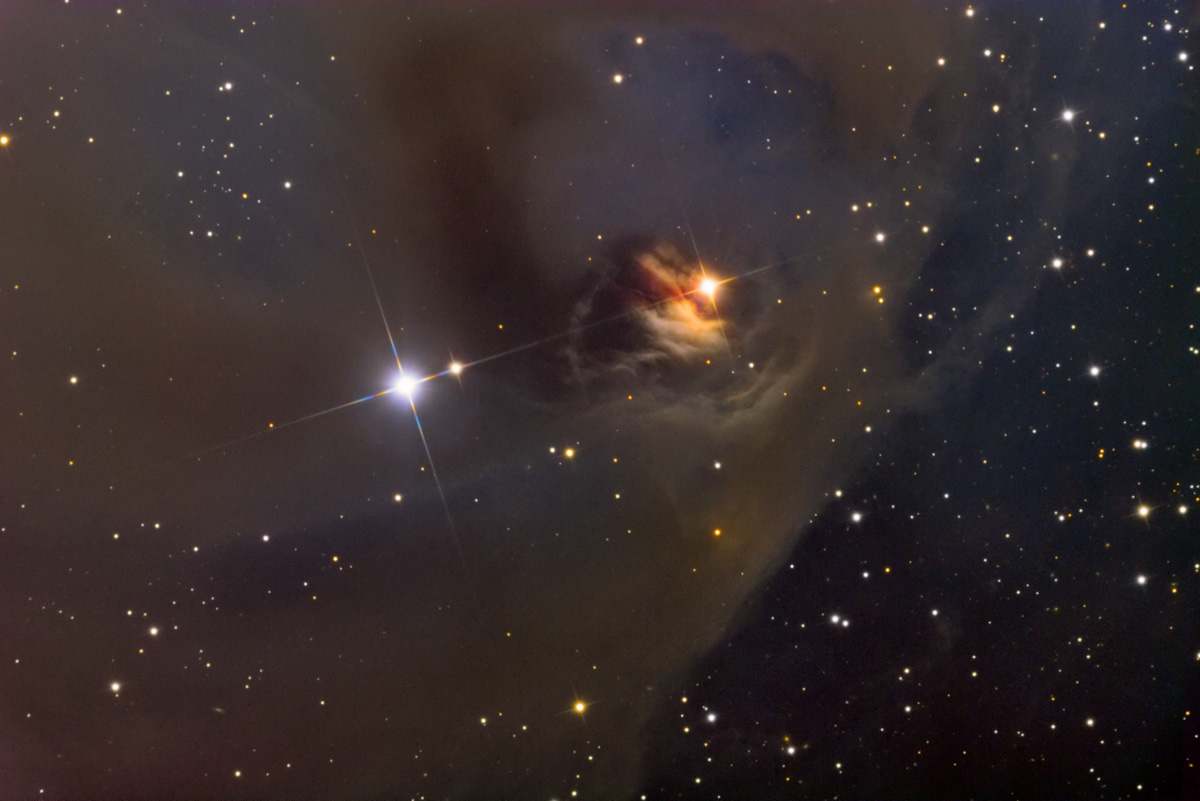
おうし座T星とNGC1555。

- T星：見かけの明るさ10.12等[28]。中小質量星の前主系列段階である「おうし座T型星 (英: T Tauri star)」のプロトタイプとされる[29]。
- RV星：見かけの明るさ9.80等[30]。脈動変光星の一種「おうし座RV型変光星」のプロトタイプとされる[29]。

### 星団・星雲・銀河

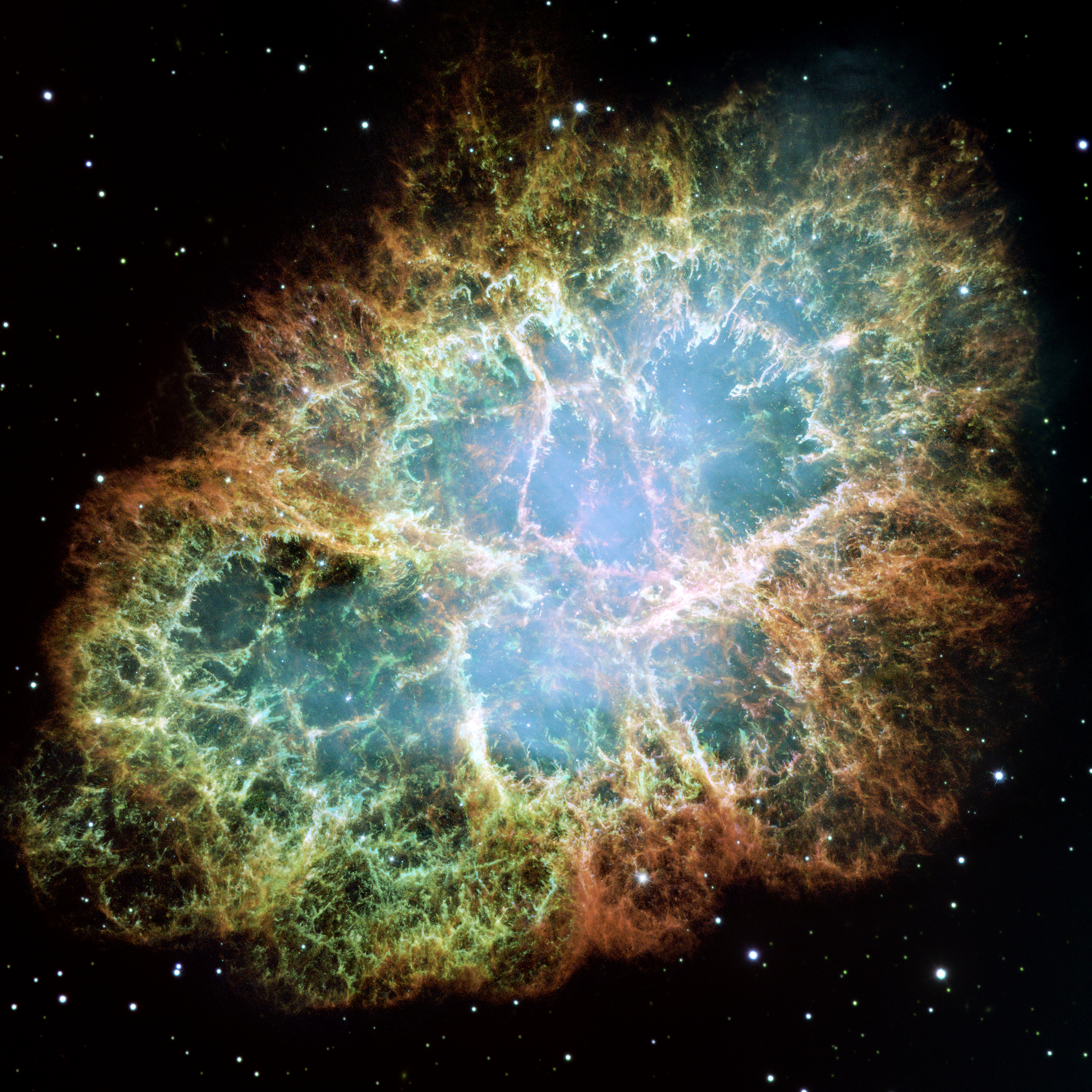
2008年にハッブル宇宙望遠鏡によって撮像された超新星残骸かに星雲。

- M1：1054年7月4日に目撃された記録が残る超新星SN 1054の超新星残骸。1844年にロス卿が望遠鏡で観測を下に描いたスケッチが蟹の形に見えたことから「かに星雲 (the Crub Nebula)」の通称が付けられた[31]。ζ星の北東にあり、望遠鏡で見ることができる。この超新星は日中でも見ることができたとされ、中国の『宋史』「天文志」や日本の『明月記』にも目撃の記録が残され、アメリカン・インディアンの陶磁器にも描かれた。中心に「かにパルサー」と呼ばれる中性子星があり、約33 ミリ秒の周期で電波を発している。
- M45：「プレヤデス星団」（和名：すばる）の通称で知られる散開星団。最もよく知られている星団の1つで、おうし座の東側に位置している。肉眼でも容易に見ることができる。
- Mel 25：「ヒアデス星団」の通称で知られる散開星団。地球からはアルデバランの近くに見えるが、アルデバランはこの星団の一員ではない。
- NGC 1555：「ハインドの変光星雲 (Hind's Variable Nebula[32])」の通称で知られる反射星雲で、おうし座T星を取り巻くハービッグ・ハロー天体[32]。

## 由来と歴史

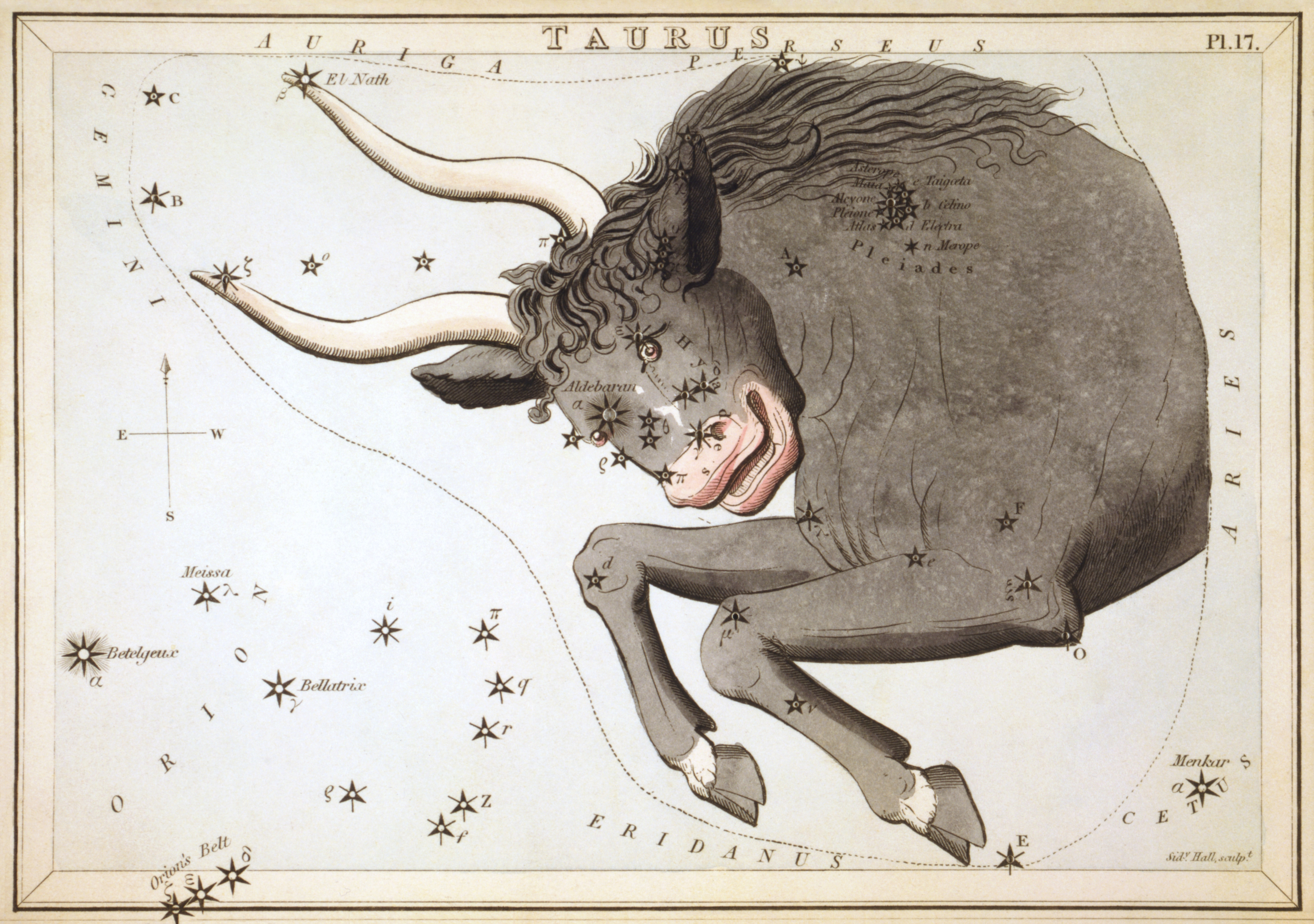
19世紀イギリスの星座カード集『ウラニアの鏡』に描かれたおうし座

古代メソポタミアでは、牛は繁栄と富の象徴と考えられていた。紀元前4000年紀になると牛は神と結び付けられ、「天の牡牛」「アヌの牡牛」と記されるようになった。しかし、これが現在のおうし座へとどのように繋がっているのかは不明な点が多いとされる。オーストリアのアッシリア学者ヘルマン・フンガーとアメリカの数理天文学・古典学者のデイヴィッド・ピングリー (David Pingree) が解読した、紀元前500年頃のメソポタミアの粘土板文書『ムル・アピン (MUL.APIN)』に記された星や星座の記録によると、今のおうし座の領域の星々は「天の牡牛」とされていた。エジプト デンデラのハトホル神殿で発見された紀元前50年頃の天体図でも同じく牡牛の姿が描かれている。
紀元前5世紀のギリシアの詩人エウリーピデースの散逸した詩『プリクソス (希: Φρίξος)』には、おうし座に関する記述があったとされる。紀元前3世紀半ばにマケドニアで活動した詩人アラートスの教訓詩『ファイノメナ (希: Φαινόμενα, 羅: Phaenomena)』にも、この星座への言及が見られる。2世紀頃にクラウディオス・プトレマイオスの著書『ヘー・メガレー・スュンタクスィス・テース・アストロノミアース (古希: ἡ Μεγάλη Σύνταξις τῆς Ἀστρονομίας)』の中で48個の星座のうちの1つとして選ばれた。
1922年5月にローマで開催されたIAUの設立総会で現行の88星座が定められた際にそのうちの1つとして選定され、星座名は Taurus、略称はTauと正式に定められた。

### 中国
| 『古今図書集成』に描かれた昴宿の星々。 |  | 『古今図書集成』に描かれた畢宿の星々。 |
| 『古今図書集成』に描かれた昴宿の星々。 |  | 『古今図書集成』に描かれた畢宿の星々。 |

中国の天文では、おうし座の星々は二十八宿の西方白虎七宿の第四宿「昴宿」、第五宿「畢宿」、第六宿「觜宿」に配されていた。
昴宿では、星官「昴」にプレヤデス星団の17・19・21・20・23・η・27の7星が配された。37番星はこの星1つで太陰の精を表す星官「月」を成した。ψ・44・χ・φの4星は、刃の粗研ぎに使われる砥石を表す星官「礪石」に配された。
畢宿では、ε・δ3・δ1・γ・α・θ1・71・λの8星が、鳥やウサギを捕えるための柄の長い網を表す星官「畢」を成した。σ2星はこの星1つで耳元でひそひそ話をすることを表す星官「附耳」を成した。κ1・ω2の2星は太陽・月・惑星の通り道を表す星官「天街」を成した。ι・97・107・109の4星は天が高く大きなことを表す星官「天高」を成した。136・125・118・103・99・τの6星は諸国の王を表す星官「諸王」を成した。β星は、ぎょしゃ座の4星と五帝の乗る5種類の戦車を表す星官「五車」を成した。ζ星はこの星1つで天界に出入りするための門を表す星官「天関」を成しており、現在の固有名もこれに由来している。π・ρ・57・79・90・93・88・66の8星は天帝の使節を表す星官「天節」を成した。
觜宿では、139番星が奇怪な現象を司る役人を表す星官「司怪」に配された。

### 日本
日本では、プレヤデス星団が「すばる」や「むつらぼし」と呼ばれた。「すばる」は、集まったり連なったりする様子を表す「統まる」「統ばる」から来た言葉で、『古事記』や『万葉集』に見られる「須麻流之珠（すまるのたま）」「須売流玉（すまるのたま）」と呼ばれた髪や手首に付ける玉飾りから転じたものとされる。「すばる」がプレヤデス星団の名前として文献に表れるのは、931年から938年に源順によって編纂された『和名類聚抄』であるとされる。

## 神話
紀元前3世紀末頃のギリシア人学者エラトステネースの著書『カタステリスモイ』や紀元前1世紀末の古代ローマの著作家ヒュギーヌスの著書『天文詩 (Poeticon astronomicon)』では、紀元前5世紀の詩人エウリーピデースの著作『プリクソス (希: Φρίξος)』による話として、エウローペーをフェニキアからクレタ島へと運んだ雄牛が、その功を称えたゼウスにより天に上げられた、と伝えている。紀元前1世紀頃の詩人オウィディウスの『変身物語』や偽アポロドーロスの『ビブリオテーケー』では、この雄牛はフェニキアの王アゲーノールの娘エウローペーに近づくためにゼウスが化けた白い牡牛の姿である、とされる。
エラトステネースやヒュギーヌスはまた、「この牛はイーオーを表しており、イーオーのためにゼウスが星座として称えた」とする話も伝えている。

### プレイアデス
ヒュギーヌスの『天文詩』では、アトラースとプレーイオネーの娘であるプレイアデスたちについて以下の話が伝えられている。プレーイオネーが娘たちを連れてボイオーティアを旅していると、オーリーオーンが現れ、プレーイオネーを我が物にしようとした。プレーイオネーはオーリーオーンの手から逃れ、オーリーオーンは彼女らを7年間に渡って追いかけたが見つけることができなかった。ユーピテルは彼女らを憐れんで天上の星々とした。オーリーオーンは今も彼女らを追いかけているが、決して追いつくことはできないとされる。

## 呼称と方言
日本では、1879年（明治12年）にノーマン・ロッキャーの著書『Elements of Astronomy』を訳した『洛氏天文学』が刊行された際には単に「牛」と訳されていた。1908年（明治41年）4月に創刊された日本天文学会の会誌『天文月報』では第1号から「牡牛」という星座名が記された星図が掲載されている。1910年（明治43年）2月に訳語が改訂された際も「牡牛」がそのまま使用された。戦後の1952年（昭和27年）7月、日本天文学会は「星座名はひらがなまたはカタカナで表記する」とした。このときに、Taurus の訳名は「おうし」と定まり、以降この呼び名が継続して用いられている。
1928年（昭和3年）に天文同好会の編集により新光社から刊行された『天文年鑑』の第1号では「うし（牛）」という呼称が使われた。これについて天文年鑑の編集に携わっていた京都帝国大学の山本一清は因みに，CentaurusやCepheusやPerseusや，Taurusや，Pegasus等の語尾のは，ラテン語の男性名詞を表はす語尾なのだから，此等を日本語に譯する場合には必ずしも性に囚われる必要はない．（元々，日本語には性の區別は無いのだから．）（中略）若し，天空に「牝牛」といふ星座でもあるのならば，Taurusを，單に「牛」ではなくて，「牡牛」とする必要はあらうが．としていた。この「うし（牛）」という呼称は、少なくとも1937年（昭和12年）3月に刊行された第10号まで継続して使用された。
現代の中国では「金牛座」という呼称を用いている。

### 方言
おうし座に関係する方言は、プレヤデス星団、ヒアデス星団、主星アルデバランに名づけられたものが見つかっており、特にプレヤデス星団は日本全国で様々な呼称が使われていた。